# 2S22 Bohdana
2S22 Bohdana (ukrajinsky 2С22 «Богдана») je ukrajinská samohybná houfnice ráže 155 mm (standardu NATO) na šestikolovém podvozku nákladního automobilu KrAZ-6322 (KrAZ-63221) s pohonem všech kol (6×6) nebo běloruském MAZ-6317 (6×6) nebo osmikolovém podvozku (8×8) Tatra 815-7. Kabina je pancéřovaná, vozidlo veze s sebou zásobu 20 ks munice. Obsluhu má na starosti pětice vojáků. Maximální dostřel za použití speciální munice je 60 km.
V lednu 2023 vstoupila Bohdana do sériové výroby.

## Bojové nasazení
Ruská invaze na Ukrajinu
Prototyp Bohdany sehrál důležitou roli v osvobození Hadího ostrova od ruských okupantů v červnu 2022 (tedy před započetím sériové výroby). Hadí ostrov byl v dosahu ukrajinského dělostřelectva, které zničilo prakticky veškeré ruské vybavení na ostrově včetně PVO 9K330 Tor a Pancir-S1.